# 鳞萼棘豆
鳞萼棘豆（学名：Oxytropis squammulosa），为豆科棘豆属下的一个植物种。